# Sembberget
Der Sembberget ist ein Berg im ostantarktischen Königin-Maud-Land. Er ragt südöstlich der Milorgfjella in der Heimefrontfjella auf.
Norwegische Wissenschaftler benannten ihn nach dem norwegischen Chirurgen Carl Boye Semb (1895–1971), einem Widerstandskämpfer gegen die deutsche Besatzung Norwegens im Zweiten Weltkrieg.